# Леспезя
Леспезя (рум. Lespezea) — село у повіті Алба в Румунії. Входить до складу комуни Скерішоара.
Село розташоване на відстані 336 км на північний захід від Бухареста, 68 км на північний захід від Алба-Юлії, 62 км на південний захід від Клуж-Напоки.

## Населення
За даними перепису населення 2002 року у селі проживали 103 особи, з них 102 особи (99,0%) румунів. Рідною мовою 102 особи (99,0%) назвали румунську.